# Pedro Antonio Urbina
Pedro Antonio Urbina (Lluchmayor, Islas Baleares, 26 de septiembre de 1936 - Madrid, 31 de julio de 2008) fue poeta, escritor, crítico de cine y traductor español.

## Biografía
Pedro Antonio Urbina Tortella nació en Lluchmayor, (isla de Mallorca), en 1936, iniciando allí sus primeros estudios, que fueron continuados posteriormente en San Sebastián, Tudela (Navarra) y Pamplona, donde terminó el Bachillerato. Obtuvo diversas licenciaturas: la licenciatura en Derecho en la Universidad de Barcelona, la de Filosofía y Letras en la Universidad Complutense de Madrid, y la de Filosofía en la Universidad de Navarra; y dos doctorados: Doctor en Filosofía en la Universidad Lateranense (Roma) y Doctor en Derecho en la Universidad Complutense (Madrid), con una memoria titulada El pensamiento de Zubiri y su influencia en la Filosofía del Derecho español, dirigida por Mariano Puigdollers Oliver. 
Durante sus estudios universitarios creó, junto con otros compañeros, diversas revistas universitarias, concretamente: Comptos y Diagonal. En esos mismos años, obtuvo diversas becas para estudiar idiomas en Dublín, Lovaina, París y Roma. En la Ciudad Eterna vivió tres años, hasta que obtuvo el título de Doctor en Filosofía en la Universidad Lateranense. De regreso a España, fue Ayudante de Filosofía del Derecho en la Universidad Complutense de Madrid, donde obtuvo el título de Doctor en Derecho.
Su actividad profesional ha sido muy variada: crítico de arte en la revista Artes; asesor del Museo de Arte Contemporáneo de Madrid, donde entre otras, organizó la magna exposición “San José en el Arte español”; fundador de la revista Integración de las Artes, junto con otros artistas; lector-asesor en el Departamento de Estudios Bibliográficos, una distribuidora de libros; profesor de Literatura y de Filosofía -nivel preuniversitario- en el Instituto Tajamar (Madrid), donde colaboró en la creación de la revista literaria La Carreta; guionista en Radio Nacional de España (programa infantil: Dola, Dola, Tira la bola) y de Radiotelevisión Española (programa infantil: Un globo, dos globos, tres globos), y en programas dramáticos con adaptaciones de novelas y relatos, como, entre otros, El sombrero de tres picos y La pródiga de Pedro Antonio de Alarcón. Más tarde, se dedicó a la traducción y a la adaptación de libros, tarea que continuó hasta su fallecimiento; conferenciante y profesor tanto en cursos universitarios de verano como en diversos centros culturales. Colaboró como columnista y crítico literario en muchos y distintos periódicos y revistas: desde Nuevo Diario, Arriba, y las revistas Índice, Reseña o ABC Cultural, hasta la Agencia Aceprensa, en la que realizó críticas de libros y de cine. Durante los últimos años de su vida era crítico de cine en FilaSiete.
También ha traducido más de una docena de libros, como El caballo Rojo, de Eugenio Corti, Cruzando el umbral de la Esperanza de Juan Pablo II, o Los cuatro amores de C.S. Lewis. La crítica literaria y la edición de obras clásicas han sido otras tareas habituales de Pedro Antonio Urbina. Impartió un curso de literatura sobre Juan Ramón Jiménez, en la Universidad de California en Berkeley.

## Obra literaria
Urbina es, antes que nada escritor. Ha publicado más de 30 libros, cultivando la novela (10 títulos; el último El misterioso caso del poderoso millonario), el teatro (El seductor), la poesía (11 obras; la última Incesante clamor), los cuentos infantiles (4), la biografía (4) y el ensayo (2). 
Sus novelas han sido galardonadas en varias ocasiones. Obtuvo el Premio Editora Nacional de 1973 por Una de las cosas. Fue finalista del Premio Planeta, con Cena Desnuda, en 1967; del Elisenda Montcada, con El carromato del circo, en 1968; y del Premio Nadal de 1972 con Gorrión solitario en el tejado. 
En la década de los setenta obtuvo una beca del Ministerio de Cultura de Dinamarca, y fruto de su estancia en Copenhague publicó su pieza dramática, una obra teatral sobre Sören Kierkegaard, titulado El Seductor. En 1976 publica dirigido al público juvenil La otra gente, una serie de narraciones breves tratadas con pinceladas, pero que ocultan una intención trascendente. En 1979 la Fundación Juan March, le concedió una beca para escribir la novela Pisadas de gaviotas sobre la arena. En 1983 recibió una ayuda a la creación literaria del Ministerio de Cultura, con la que escribió la novela El trébol de tres hojas. 
Desde su fundación en 1987, ha colaborado con su asesoramiento en la revista literaria Númenor (Sevilla), donde también publicó artículos, relatos y poemas.
En 1988 se publica su ensayo metafísico más profundo: Filocalia o amor a la belleza, en el que muestra libremente su reflexión filosófica sobre las vinculaciones entre verdad, belleza y arte. Ensayo valiente, desconcertante y personal, que no dejó de escandalizar a muchos. El pensamiento de Urbina ha ido contra corriente, probablemente también porque de manera muy arriesgada, profunda y original está impregnado de un cristianismo que da cuenta y razón de las eternas preguntas acerca de la íntima nostalgia de esa belleza superior que nunca abandona al ser humano. 
En 1992, invitado por la Universidad de Berkeley (California), impartió allí un curso especial sobre la poesía de Juan Ramón Jiménez, que posteriormente se vio publicado como ensayo en ediciones de la Universidad de Navarra con el título Actitud modernista de Juan Ramón Jiménez, y con prólogo del filósofo Antonio Millán-Puelles, catedrático de Universidad.
Una de sus novelas Cena desnuda mereció figurar en la preselección del Diario El Mundo de las 100 mejores novelas escritas en español en el siglo XX.
Sus novelas han sido estudiadas en diferentes trabajos universitarios; varios de sus poemas se hallan en muy diversas antologías, como en la de Antología General de Adonais (1969-1989), prologada por Luis Jiménez Martos (Rialp); y su obra literaria está recogida y comentada en el Diccionario de literatura española e hispanoamericana, de Ricardo Gullón (Alianza), así como en diversos libros de historia de la literatura española, como La novela española contemporánea, de Eugenio de Nora (Gredos); Historia de la literatura española, coordinada por José María Díez Borque (Guadiana); Historia de la literatura del siglo XX coordinada por Javier Gutiérrez Palacio (TEMPO); Narrativa española, 1940-1970, de Rodrigo Rubio (EPESA); El siglo XX: literatura actual, de Santos Sanz Villanueva (Ariel); El comentario de textos 2: de Galdós a García Márquez, de Andrés Amorós (Castalia); y muchos otros.
En 2010 la editorial Palabra publicó, como obra póstuma, el libro Memorias y otras vidas, en los que se recogen algunos de sus cuentos inéditos en los que destacan algunos de los aspectos más influyentes de su trabajo: su origen mediterráneo, la infancia, el bien y el mal, la belleza...

Aniversario de Tajamar
(13 de febrero de 1989)

El silencio es el lienzo

en el que el color de las notas

hiere;

cascada de sonido, catarata

de agua, entre las peñas, lejos,

en la quietud;

paz en el alma es,

y un pálpito pausado suena

dentro;

blanco es el silencio

—extensa y limitada estancia abierta—

cuando del Amor caen gotas,

de su corazón vivo,

sobre la nieve… eterna…

Publicado en La Carreta

## Obras publicadas

### Novelas
- Cena desnuda (1967), finalista del Premio Planeta
- El carromato del circo (1968), finalista del Premio Elisenda de Moncada
- La página perdida (1969)
- Días en la playa (1969)
- Gorrión solitario en el tejado (1972), finalista del Premio Nadal
- Una de las cosas (1973), Premio Editora Nacional
- Pisadas de gaviota sobre la arena (1977)
- El trébol de tres hojas (1985)
- Mnemósine está en la galería (1991)
- El misterioso caso del poderoso millonario vasco (1998)

### Poesía
- Los Doce cantos (1979)
- Mientras yo viva (1979)
- Estaciones cotidianas (1984)
- La rama (1988)
- Hojas de calendario (1988)
- Hojas y sombras (1990)
- Las edades como un dardo (1991)
- Incesante clamor (2002)

### Otras
- El seductor, (1970), obra teatral sobre Soren Kierkegaard
- Filocalía o Amor a la belleza (1988), ensayo que compendia su teoría sobre la creación artística.

- David, el Rey (1990)
- Un regalo del cielo. Alexia y su familia (1993), biografía
- Actitud modernista de Juan Ramón Jiménez (1994), ensayo
- Películas mínimas, El cine más humano de la década 1993-2003 (2003), crítica de cine
- Cuentos de mar, osos, tigres y panteras (2004), ilustrado por Raquel P. Fariñas
- La otra gente, (2007) relatos

- Memorias y otras vidas (2010)

### Traducciones
- Los cuatro amores, C.S. Lewis
- Cruzando el umbral de la esperanza, Juan Pablo II
- El caballo rojo, Eugenio Corti

### Ediciones de obras clásicas
- Las confesiones, San Agustín, (23 ediciones)
- La pasión del Señor, Luis de la Palma
- Las Misericordias de Dios. Su vida, contada por ella misma. Teresa de Jesús.